# Robert Rodi
Robert Rodi (1956, Chicago) é um roteirista de histórias em quadrinhos dos Estados Unidos.

### Romances
- Fag Hag (1991)
- What They Did to Princess Paragon (1994)
- Closet Case (1994)
- Drag Queen (1995)
- Kept Boy (1996)
- The Birdcage (1996)
- Bitch Goddess (2002)
- When You Were Me (2007)
- Dogged Pursuit: My Year of Competing Dusty, the World's Least Likely Agility Dog – não-ficção(2009)

### Quadrinhos
- "Genes and a T-Shirt," em Heartthrobs #1 (1999)
- "Immune," em Strange Adventures #1 (1999)
- Four Horsemen (2000)
- "You've Got Hate Mail" em Flinch #8 (2000)
- "The Spoils of War" em Weird War Tales Special #1 (200)
- Codename: Knockout #1–24 (2001 - 2003)
- Elektra #23-35 (2003 - 2004)
- The Crossovers #1–9 (2003)
- Identity Disc (2004)
- Rogue #1–6 (2004)
- Loki (2005)